# Білоконюшинник п'ятилистий
Білоконюшинник п'ятилистий (Dorycnium pentaphyllum) — вид трав'янистих рослин з родини бобові (Fabaceae), поширений у Тунісі, Алжирі, південній частині Європи від Португалії до України, Західній Азії.

## Опис
Напівкущ чи кущ, що досягає висоти 80–100(150) см. Листки (3)4–5-кратні, верхні листочки 6–13 мм завдовжки та 2–3 мм завширшки. Суцвіття кінцеве або пахвове, 6–13(22)-квіте; чашечка завдовжки до 3.8 мм, волосиста; віночок білий. Плід — яйцеподібний стручок, довжиною 3–4.7 мм.

## Поширення
Поширений у Тунісі, Алжирі, південній частині Європи від Португалії до України, Західній Азії.
В Україні зростає підвид Dorycnium pentaphyllum subsp. herbaceum (Vill.) Bonnier & Layens на галявинах, у чагарниках, на відкритих схилах — у гірському Криму й біля Євпаторії